# Мазярика
Мазярика — река в России, протекает в Красновишерском районе Пермского края. Устье реки находится в 144 км по левому берегу реки Язьва. Длина реки составляет 13 км.
Исток реки находится на отрогах Северного Урала на северных склонах горы Мазярика (482 м НУМ) в 14 км к востоку от посёлка Северный Колчим. Течёт на северо-восток по ненаселённой местности среди холмов, покрытых таёжным лесом. Течение имеет горный характер.

## Данные водного реестра
По данным государственного водного реестра России относится к Камскому бассейновому округу, водохозяйственный участок реки — Кама от водомерного поста у села Бондюг до города Березники, речной подбассейн реки — бассейны притоков Камы до впадения Белой. Речной бассейн реки — Кама.
По данным геоинформационной системы водохозяйственного районирования территории РФ, подготовленной Федеральным агентством водных ресурсов:
- Код водного объекта в государственном водном реестре — 10010100212111100005034
- Код по гидрологической изученности (ГИ) — 111100503
- Код бассейна — 10.01.01.002
- Номер тома по ГИ — 11
- Выпуск по ГИ — 1